# 塩谷泰朝
塩谷 泰朝（しおのや やすとも）は、下野国塩谷郡の鎌倉時代の武将。

## 人物
泰朝は、塩谷親朝の嫡男として生まれる。藤姓塩谷氏の3代目当主。
鎌倉幕府に仕え、建長2年（1250年）3月1日の閑院内裏造営の際には、父と共に造営役の分担を命じられている。この際、父の親朝は「周防前司入道」と名が記されており（泰朝は「塩屋民部大夫」）、この事から、この頃には親朝は隠居して泰朝に家督が譲られていたと考えられている。正嘉元年（1257年）12月24日に廂番（ひさしばん）という将軍の側近に仕える番役衆に任命され、翌年の6月17日には、鶴岡放生会参詣の供奉人に命ぜられている。また、弘長3年（1263年）8月9日には、時の将軍宗尊親王の供奉人として上洛している。また、文化人としても知られ、宇都宮新和歌集には、父親朝の3倍の42首もの歌が選ばれ収録されている。
65歳にて没。戒名は、光照宗心大禅定門。